# Parlamentswahl in Polen 2007
- LiD: 53
- MN: 1
- PO: 209
- PSL: 31
- PiS: 166

- PO: 60
- Unabh.: 1
- PiS: 39

Die Parlamentswahl in Polen 2007 fand am 21. Oktober 2007 statt. Es handelte sich um vorgezogene Neuwahlen zu beiden Kammern des polnischen Parlaments (Sejm und Senat).

## Auflösung des alten Parlaments
Der Sejm beschloss am 7. September 2007 seine vorzeitige Auflösung mit breiter Mehrheit gegen die Stimmen der beiden Juniorpartner der bisherigen Regierungskoalition, der LPR und Samoobrona, und mit den Stimmen der Partei PiS von Ministerpräsident Jarosław Kaczyński. Die Wahl fand somit rund zwei Jahre vor Ablauf der regulären Legislaturperiode von vier Jahren im September 2009 statt.

## Wahlsystem
Das Sejm wurde nach Verhältniswahl und der Senat nach relativer Mehrheitswahl gewählt. Es gab eine Sperrklausel von fünf Prozent und bei Parteienbündnissen acht Prozent. Die reguläre Legislaturperiode betrug für beide Parlamentskammern vier Jahre.

## Teilnehmende Parteien und Kandidaten
Alle 460 Sitze im Sejm und alle 100 Sitze im Senat wurden neu besetzt. Sieben Parteien und Parteibündnisse traten in allen 41 Wahlbezirken an. Dies waren:
| Partei | Partei       | Partei                                                                          | Ausrichtung                         | Spitzenkandidat        |
| ------ | ------------ | ------------------------------------------------------------------------------- | ----------------------------------- | ---------------------- |
|        |              | Prawo i Sprawiedliwość (PiS) Recht und Gerechtigkeit                            | nationalkonservativ                 | Jarosław Kaczyński     |
|        |              | Platforma Obywatelska (PO) Bürgerplattform                                      | wirtschaftsliberal, wertkonservativ | Donald Tusk            |
|        | Logo der LiD | Lewica i Demokraci (LiD) Linke und Demokraten                                   | sozialdemokratisch                  | Aleksander Kwaśniewski |
|        | Logo der PSL | Polskie Stronnictwo Ludowe (PSL) Polnische Bauernpartei                         | gemäßigt konservativ, agrarisch     | Waldemar Pawlak        |
|        | Logo der LPR | Liga Polskich Rodzin (LPR) Liga Polnischer Familien                             | national-klerikal                   | Roman Giertych         |
|        |              | Samoobrona Rzeczpospolitej Polskiej (SRP) Selbstverteidigung der Republik Polen | links-populistisch, agrarisch       | Andrzej Lepper         |
|        | Logo der PPP | Polska Partia Pracy (PPP) Polnische Partei der Arbeit                           | sozialistisch                       | Bogusław Ziętek        |

Zu der Wahl zum Senat traten Kandidaten von insgesamt 29 Parteien an. So etwa die Zieloni 2004 (dt. Die Grünen 2004), eine polnische grüne Partei mit ihrer Doppelspitze unter Magdalena Mosiewicz und Dariusz Szwed sowie die neu gegründete Partia Kobiet (dt. Partei der Frauen), eine gemäßigt-feministische Partei mit der Vorsitzenden Manuela Gretkowska.

## Wahlkampf

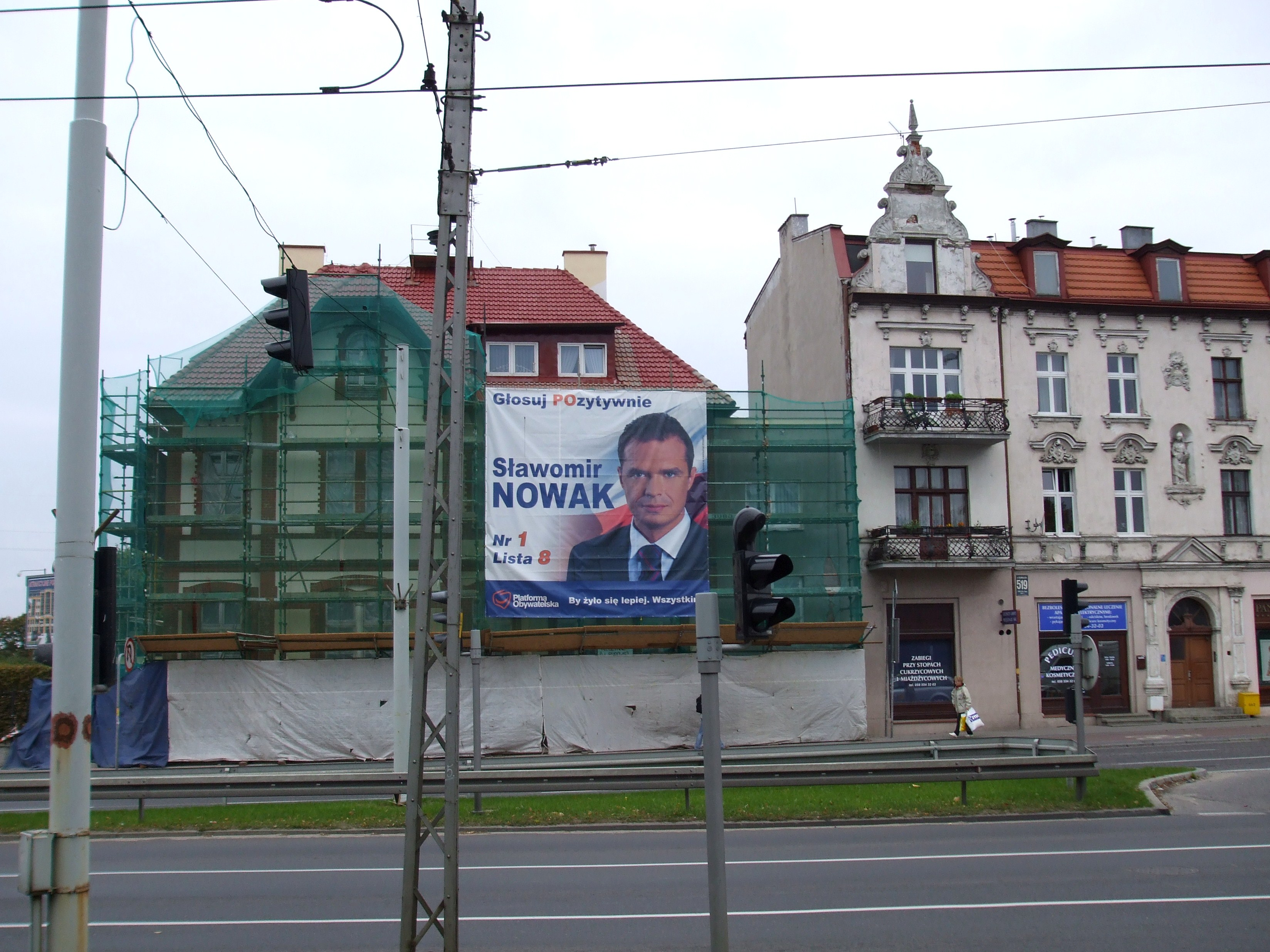
Wahlplakat der PO in Danzig

Am 12. Oktober traten die Spitzenkandidaten der beiden am stärksten eingeschätzten Parteien, Ministerpräsident Jarosław Kaczyński (PiS) und Oppositionsführer Donald Tusk (PO), zu einem Fernsehduell an.

## Umfragen
| Datum          | Institut  | PiS   | PO    | SRP   | LiD   | LPR  | PSL  | PK  | PPP  |
| -------------- | --------- | ----- | ----- | ----- | ----- | ---- | ---- | --- | ---- |
| Datum          | Institut  |       |       |       |       |      |      |     |      |
| Oktober 2007   | CBOS      | 34    | 39    | 2     | 12    | 3    | 8    | 2   | 1    |
| September 2007 | CBOS      | 30    | 28    | 2     | 12    | 2    | 5    | 1   | –    |
| August 2007    | CBOS      | 24    | 30    | –     | 10    | –    | 3    | 4   | –    |
| Juli 2007      | CBOS      | 25    | 27    | 6     | 12    | 2    | 5    | 2   | 1    |
| Juni 2007      | CBOS      | 27    | 29    | 6     | 13    | 2    | 3    | 1   | 1    |
| Mai 2007       | CBOS      | 23    | 27    | 6     | 12    | 3    | 3    | 2   | 2    |
| April 2007     | CBOS      | 23    | 29    | 4     | 12    | 3    | 5    | –   | 1    |
| März 2007      | CBOS      | 24    | 30    | 5     | 12    | 3    | 5    | –   | 1    |
| Februar 2007   | CBOS      | 25    | 30    | 6     | 11    | 5    | 4    | –   | 1    |
| Januar 2007    | CBOS      | 26    | 33    | 6     | 8     | 4    | 4    | –   | 1    |
| Dezember 2006  | CBOS      | 27    | 30    | 4     | 12    | 2    | 5    | –   | 1    |
| Wahl 2005      | Wahl 2005 | 26,99 | 24,14 | 11,41 | 11,31 | 7,97 | 6,96 | Neu | 0,77 |

## Wahl

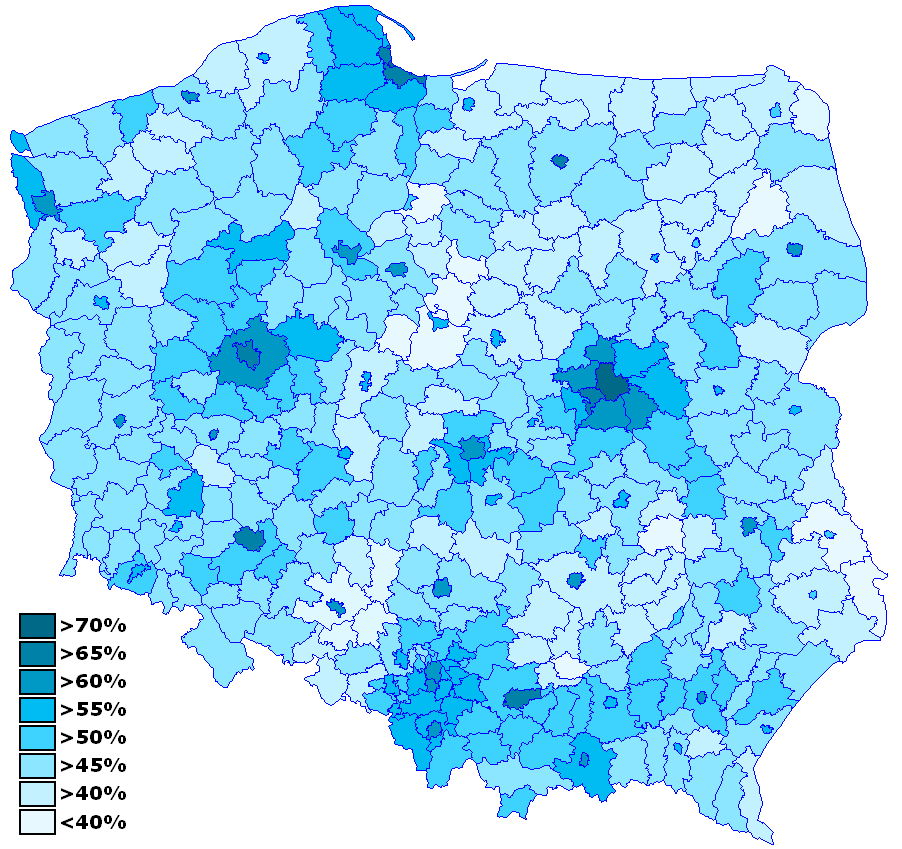
Wahlbeteiligung

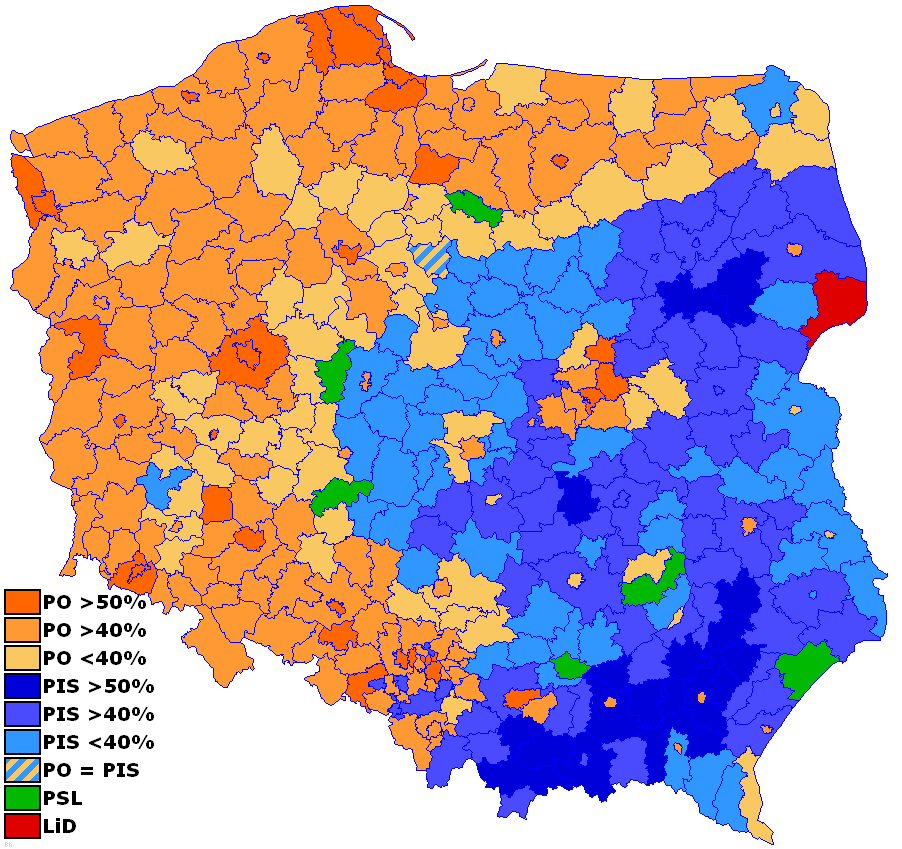
Wahlergebnisse nach Wahlkreisen

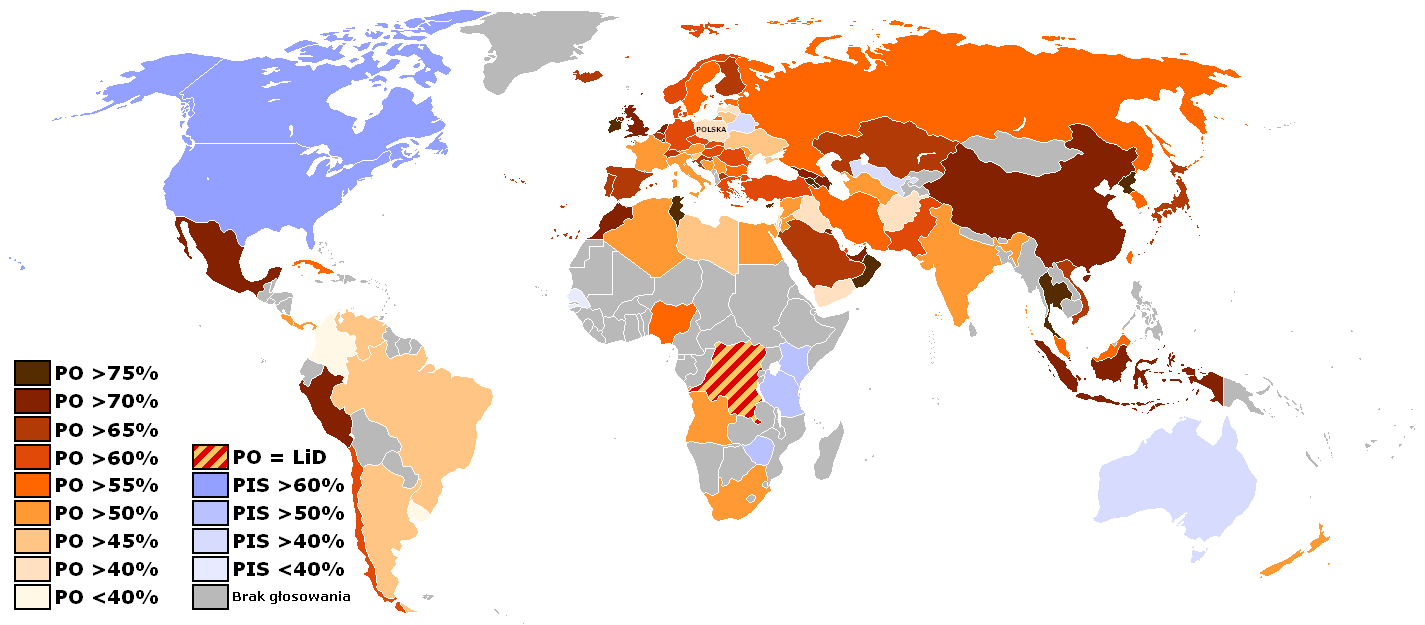
Wahlergebnisse im Ausland

Sitzverteilung im Sejm nach der Wahl 2007

Sitzverteilung im Sejm, September 2011
Platforma Obywatelska
Polnische Bauernpartei
Recht und Gerechtigkeit
Bund der Demokratischen Linken
Polen ist das Wichtigste
Sozialdemokratie Polens
fraktionslos

Die Wahlbeteiligung war mit 53,79 % deutlich höher als erwartet, es war die höchste Wahlbeteiligung bei polnischen Parlamentswahlen seit dem Ende des Kommunismus 1989. Bei der Parlamentswahl 2005 gaben etwa nur 40 % der Wahlberechtigten ihre Stimme ab. Aus diesem Grund musste die Landeswahlleitung neue Stimmzettel beschaffen und die Wahllokale öffneten länger. Daher wurde bis 22:55 Uhr eine Nachrichtensperre für erste Hochrechnungen verhängt.
Der Vorschlag der Organisation für Sicherheit und Zusammenarbeit in Europa (OSZE), Beobachter zu der Wahl zu entsenden, wurde von der polnischen Regierung abgelehnt. Regierungssprecher Jan Dziedziczak sagte: „Wir können nicht zulassen, dass man uns wie ein Dritte-Welt-Land behandelt.“ Später stimmte die Regierung aber dennoch der Entsendung von Wahlbeobachtern zu.

### Wahlergebnisse
Die Wahlergebnisse zeigten ein Ost-West-Gefälle, im Norden und Westen sowie in den schlesischen Woiwodschaften führte die Platforma Obywatelska (PO), die Partei Recht und Gerechtigkeit im Osten und Südosten. Dabei zeichnen sich auf der Karte der Wahlergebnisse die ehemals preußischen Gebiete (mehrheitlich PO) gegenüber den ehemals russischen und österreichischen Gebieten (mehrheitlich PiS; mit Ausnahme des Großraums Warschau) während der polnischen Teilung im 19. Jahrhundert ab. Zu den Wählern der Recht und Gerechtigkeit (PiS) gehörten zu einem großen Teil Wähler über 60, während für die Bürgerplattform vor allem Jüngere, unter 25 Jahre, stimmten. Auch bei der Bildung konnten klare Unterschiede festgestellt werden, je höher die Bildung desto geringer die Unterstützung der PiS.
| Partei | Partei                                      | Sejm       | Sejm   | Sejm   | Sejm  | Sejm | Senat | Senat |
| Partei | Partei                                      | Stimmen    | %      | +/−    | Sitze | +/−  | Sitze | +/−   |
| --- | ------------------------------------------- | ---------- | ------ | ------ | ----- | ---- | ----- | ----- |
| | Platforma Obywatelska (PO)                  | 6.701.010  | 41,51  | +17,37 | 209   | +76  | 60    | +26   |
| | Recht und Gerechtigkeit (PiS)               | 5.183.477  | 32,11  | +5,12  | 166   | +11  | 39    | −10   |
| | Linke und Demokraten (LiD)(1)               | 2.122.981  | 13,15  | −4,50  | 53    | −2   | —     | —     |
| | Polnische Volkspartei (PSL)                 | 1.437.638  | 8,91   | +1,95  | 31    | +6   | —     | −2    |
| | Selbstverteidigung der Republik Polen (SRP) | 247.335    | 1,53   | −9,88  | —     | −56  | —     | −3    |
| | Liga Polnischer Familien (LPR)              | 209.171    | 1,30   | −6,67  | —     | −34  | —     | −7    |
| | Polnische Partei der Arbeit (PPP)           | 160.476    | 0,99   | +0,23  | —     | —    | —     | —     |
| | Frauenpartei (PK)                           | 45.121     | 0,28   | +0,28  | —     | —    | —     | —     |
| | Wahlkomitee Deutsche Minderheit (MN)(2)     | 32.462     | 0,20   | −0,09  | 1     | −1   | —     | —     |
| | Patriotische Selbstverteidigung             | 2.531      | 0,02   | +0,02  | —     | —    | —     | —     |
| | Unabhängige                                 | —          | —      | —      | —     | —    | 1     | −4    |
| Gesamt | Gesamt                                      | 16.142.202 | 100,00 |        | 460   |      | 100   |       |
| Gültige Stimmen                                                                                                  | Gültige Stimmen                             | 16.142.202 | 97,96  |        |       |      |       |       |
| Ungültige Stimmen                                                                                                | Ungültige Stimmen                           | 335.532    | 2,04   |        |       |      |       |       |
| Wahlbeteiligung                                                                                                  | Wahlbeteiligung                             | 16.477.734 | 53,88  |        |       |      |       |       |
| Wahlberechtigte                                                                                                  | Wahlberechtigte                             | 30.615.471 | 100,00 |        |       |      |       |       |
| (1) Politisches Bündnis aus SLD, SDPL, PD und UP (2) Für die Deutsche Minderheit galt die 5-Prozent-Hürde nicht. |                                             |            |        |        |       |      |       |       |
| Quelle: Staatliche Wahlkommission                                                                                |                                             |            |        |        |       |      |       |       |

Wegen Parteiübertritten, die durch die Gründung der Partei Polen ist das Wichtigste (PJN) bedingt waren und aufgrund der Auflösung des Bündnisses Linke und Demokraten (LiD) gab es Veränderungen in der Sitzverteilung (siehe Grafik rechts).

## Kabinettsbildung
Am 16. November 2007 wurde die neue Regierung Polens unter Ministerpräsident Donald Tusk vereidigt. Sie bestand aus der Koalition der Parteien Bürgerplattform PO und PSL. Stellvertretende Ministerpräsidenten waren Waldemar Pawlak (PSL) und Grzegorz Schetyna (PO). Pawlak war zugleich Wirtschaftsminister und Schetyna Innenminister. Zbigniew Derdziuk wurde Vorsitzender des Ministerrates.
| Ministerium                        | Name                | Partei    |
| ---------------------------------- | ------------------- | --------- |
| Außenministerium                   | Radosław Sikorski   | PO        |
| Verteidigungsministerium           | Bogdan Klich        | PO        |
| Finanzministerium                  | Jacek Rostowski     | parteilos |
| Kulturministerium                  | Bogdan Zdrojewski   | PO        |
| Erziehungsministerium              | Katarzyna Hall      | parteilos |
| Landwirtschaftsministerium         | Marek Sawicki       | PSL       |
| Ministerium für Staatsvermögen     | Aleksander Grad     | PO        |
| Regionalentwicklungsministerium    | Elżbieta Bieńkowska | parteilos |
| Justizministerium                  | Zbigniew Ćwiąkalski | parteilos |
| Bildungs- und Hochschulministerium | Barbara Kudrycka    | PO        |
| Umweltministerium                  | Maciej Nowicki      | parteilos |
| Gesundheitsministerium             | Ewa Kopacz          | PO        |
| Arbeitsministerium                 | Jolanta Fedak       | PSL       |
| Infrastrukturministerium           | Cezary Grabarczyk   | PO        |
| Sportministerium                   | Mirosław Drzewiecki | PO        |